# Mexicaans curlingteam (mannen)
Het Mexicaanse curlingteam vertegenwoordigt Mexico in internationale curlingwedstrijden.

## Geschiedenis
Mexico werd in 2016 lid van de World Curling Federation, als vijfde land op het Amerikaanse continent. Eind 2019 deed het land voor het eerst een gooi naar een ticket voor het wereldkampioenschap. Mexico nam het op tegen de Verenigde Staten en Brazilië. Mexico eindigde het toernooi op de tweede plaats en kwalificeerde zich hiermee voor het mondiale kwalificatietoernooi. Daar eindigde het land evenwel als laatste.
In 2022 werd het pan-continentaal kampioenschap opgericht waarin alle niet-Europese landen het tegen elkaar opnemen. Mexico ontbrak op de eerste editie, maar maakte zijn debuut een jaar later in het Canadese Kelowna. Mexico eindigde als twaalfde. In 2024 ontbrak Mexico wederom op de deelnemerslijst.

## Mexico op het pan-continentaal kampioenschap
| Jaar | Plaats        | Skip           | WG            | W             | V             | PV            | PT            |
| ---- | ------------- | -------------- | ------------- | ------------- | ------------- | ------------- | ------------- |
| 2022 | Geen deelname | Geen deelname  | Geen deelname | Geen deelname | Geen deelname | Geen deelname | Geen deelname |
| 2023 | 12            | Diego Tompkins | 9             | 4             | 5             | 65            | 53            |
| 2024 | Geen deelname | Geen deelname  | Geen deelname | Geen deelname | Geen deelname | Geen deelname | Geen deelname |

Andorra · Australië · België · Bosnië en Herzegovina · Brazilië · Bulgarije · Canada · China · Chinees Taipei · Denemarken · Duitsland · Engeland · Estland · Filipijnen · Finland · Frankrijk · Georgië · Griekenland · Groot-Brittannië · Guyana · Hongarije · Hongkong · Ierland · IJsland · India · Israël · Italië · Jamaica · Japan · Kazachstan · Kenia · Kirgizië · Kroatië · Letland · Liechtenstein · Litouwen · Luxemburg · Mexico · Nederland · Nieuw-Zeeland · Nigeria · Noorwegen · Oekraïne · Oostenrijk · Polen · Portugal · Puerto Rico · Qatar · Roemenië · Rusland · Saoedi-Arabië · Schotland · Servië · Slovenië · Slowakije · Spanje · Thailand · Tsjechië · Tsjecho-Slowakije · Turkije · Verenigde Staten · Wales · Wit-Rusland · Zuid-Korea · Zweden · Zwitserland